# 提蒙乡
提蒙乡，是中华人民共和国海南省陵水黎族自治县下辖的一个乡镇级行政单位。

## 行政区划
提蒙乡下辖以下地区：
提蒙村、曾山村、远景村、礼亭村、老长村和沟尾村。